# たいせつ (SMAPの曲)
「たいせつ」は、SMAPの28枚目のシングル。1998年5月8日にビクターエンタテインメントから発売された。

## 概要
中居正広主演のフジテレビ系テレビドラマ『ブラザーズ』主題歌。
SMAPの楽曲で月9ドラマの主題歌になっているのは、この曲と香取慎吾主演の『幸せになろうよ』の主題歌である「not alone 〜幸せになろうよ〜」のみである。ただし、後者に関しては東日本大震災の影響でCD発売を取りやめて配信限定になったため、CDをリリースしている分ではこの曲が唯一。中居正広主演のドラマの主題歌にSMAPの楽曲が使われたのも最初で最後である。
作詞はSMAPの過去の作品でも「KANSHAして」や「胸さわぎを頼むよ」などを手がけた戸沢暢美。作曲は小森田実でSMAPの作品に関わるのはこれが3回目である、なお小森田はベスト・アルバム『コモリタミノル GOLDEN☆BEST』（2006年）にてセルフカバーしている。
ジャケットにメンバーの5人は写っておらず、ハリネズミのイラストのみが描かれている。前々作の「Peace!」に続いてこれが2度目である。
「たいせつ」は1998年6月18日発売のアルバム『SMAP 012 VIVA AMIGOS!』、2001年3月23日発売のベスト・アルバム『Smap Vest』、2016年12月21日発売のベスト・アルバム『SMAP 25 YEARS』に収録されている。「たいせつ」は木村と稲垣にソロパートが与えられている。
カップリングの「恋の形」は2001年8月8日発売のアルバム『pamS』（2001 version）に収録されているが、オリジナル・バージョンはアルバム未収録。カップリングの「恋の形」は木村のみソロパートがある。『pamS』（2001 version）では、2001versionとして再録、全員にソロパートが与えられている。
「たいせつ」のMVは、字幕がついておりカラオケの本人映像のようなものになっている。
中居が総合司会を務めた『FNS27時間テレビ12 FNS1億2700万人の27時間テレビ夢列島〜てれずにいいこと・てれずに楽しく〜』テーマソングに起用された。

## 収録曲
1. たいせつ
作詞:戸沢暢美 / 作曲:小森田実 / 編曲:長岡成貢 / コーラスアレンジ:佐々木久美
  - 中居正広主演 フジテレビ系ドラマ『ブラザーズ』主題歌
  - フジテレビ系『FNS27時間テレビ12 FNS1億2700万人の27時間テレビ夢列島〜てれずにいいこと・てれずに楽しく〜』テーマソング
2. 恋の形
作詞:久保田洋司 / 作曲:野崎昌利 / 編曲:Philippe Saisse / コーラスアレンジ:松下誠
3. たいせつ（music track）
4. 恋の形（music track）

## 楽曲の収録アルバム
- SMAP 012 VIVA AMIGOS!（#1）
- Smappies II（#1）
  - インストゥルメンタル・バージョンを収録。
- Smap Vest（#1）
- pamS（#2）
  - アルバム・バージョンを収録。
- SMAP 25 YEARS（#1）

## 映像作品
たいせつ
- SMAP LIVE AMIGOS!
- LIVE BIRDMAN
- LIVE S map
- Smap! Tour! 2002!
- Live MIJ
- Pop Up! SMAP LIVE! 思ったより飛んじゃいました! ツアー
- Mr.S "saikou de saikou no CONCERT TOUR"（SMAP SHOP限定盤）
- Clip! Smap! コンプリートシングルス（ライブ映像）

恋の形
- LIVE pamS
  - 稲垣が謹慎の為4人で披露